# 伯克利广场 (布里斯托尔)
伯克利广场（Berkeley Square）位于英格兰布里斯托尔克利夫顿区，靠近公园街。
广场开辟于1790年左右，为乔治王风格，栏杆后面有中央草地，是托马斯·帕蒂和威廉·帕蒂的作品。
12-18号在第二次世界大战期间遭到轰炸受损，重建时保持了相同的立面。
许多建筑现在由布里斯托尔大学拥有和使用。其他是酒店和办公室。
在BBC电视剧《艾略特之家》中,使用24号用作主要外观。

## 名人
- 弗兰克·威廉·威尔斯爵士（1852-1932），是 WD & HO Wills 烟草家族的成员，1911年任布里斯托尔市长，住在伯克利广场15/16号（现在的伯克利广场酒店）。
- 托马斯·丹尼尔（1762-1854 年）是奴隶主、糖商，因在布里斯托尔的公民生活中无所不在达五十余年，而被称为“布里斯托尔之王”，从 19 世纪早期起直到去世，一直住在伯克利广场20号（现在为大学和文学俱乐部）。

## 建筑
许多建筑现在列为II* 级登录建筑。
- 1-8号[1]
- 11-19号[2]
- 20-30号[3]

## 高十字架

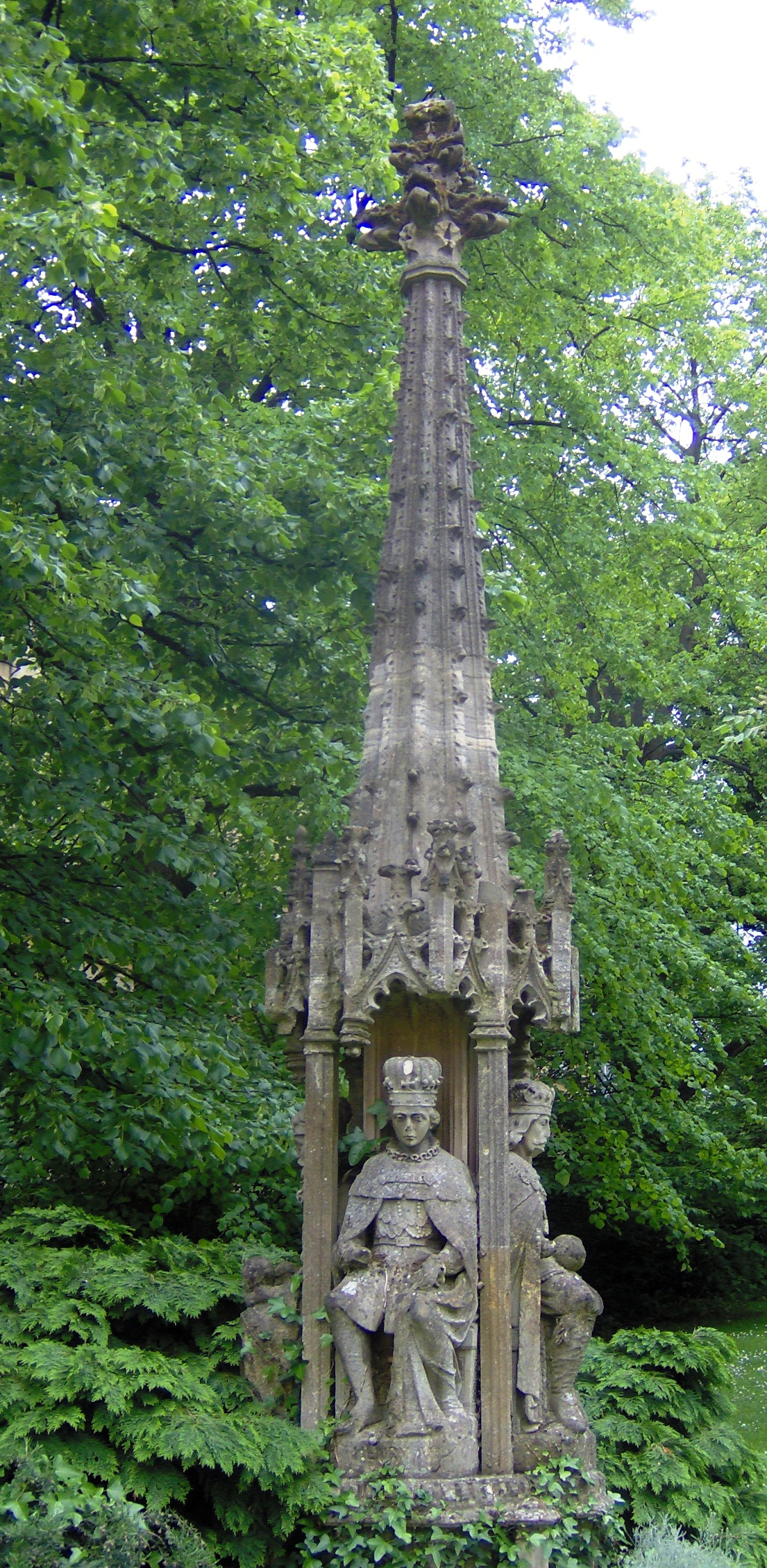
High Cross Replica in the gardens

花园里的雕塑是布里斯托尔高十字架（High Cross）的复制品，原作立于1373年，以纪念英国各位君主，1733年搬到学院绿地。这座雕像于1768年搬到斯图黑德花园，今天可以看到。 目前的雕塑是一个复制品，最初位于学院绿地,由约翰·诺顿创作于1851年，1940年代末被移除。布里斯托尔公民协会于1950年购买，立于伯克利广场。 。